# فشار سیاهرگ مرکزی

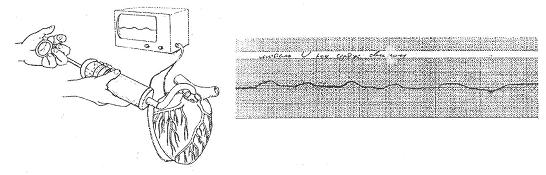
مدلسازی موج U با تکان دادن ستونی از ماسه مرطوب برای شبیه سازی و اندازه گیری فشار سیاهرگ مرکزی

فشار سیاهرگ مرکزی یا در اصطلاح پزشکی(CVP) ارزش عددی فشار خون با واحد میلیمترجیوه یا واحد سانتی‌مترآب (هر میلیمترجیوه برابر ۱/۳ سانتی‌مترآب) است که از بخش پایانی ورید اجوف فوقانی گرفته شده و معادل فشار خون در سطح دهلیز راست است و از روندهای مانیتورینگ دایمی پس از انجام عمل جراحی محسوب می‌شود.
اندازه‌گیری سی‌وی‌پی (فشار ورید مرکزی) با استفاده از کاتتر سیاهرگ مرکزی قابل انجام است.

## ارزش تشخیصی
مقدار فشار سیاهرگ مرکزی یا سی‌وی پی مشخص‌کننده مناسب برای تشخیص حجم خون در گردش٬ عملکرد قلب و بازده رگ است. میزان نرمال فشار در ورید مرکزی در بیمار با تنفس طبیعی بین ۲ تا ۸ میلی‌متر جیوه است.
عوامل تأثیرگذار در فشارخون ورید مرکزی با تغییر در حجم خون٬ نارسایی قلبی٬ داروها و هرنوع مانع مکانیکی در مسیر گردش خون (لخته یا ترومبوز) تغییر عمده در آن خواهند گذاشت.